# Otto Weiß (Jurist)

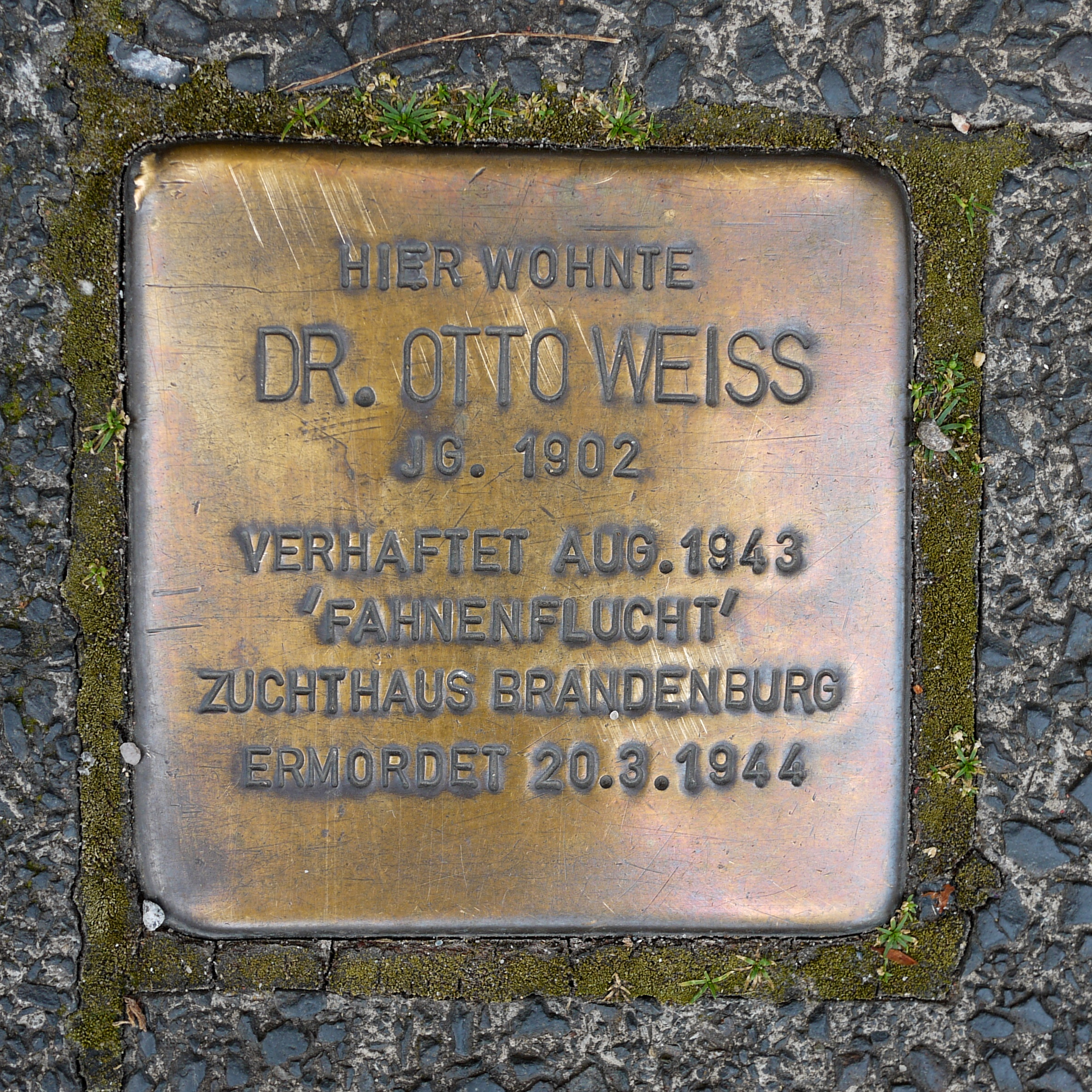
Stolperstein vor dem Haus Sandstraße 64 in Mülheim

Otto Weiß (* 28. April 1902 in Mülheim an der Ruhr; † 20. März 1944 in Berlin-Plötzensee) war ein deutscher Verwaltungsjurist und Gegner des NS-Regimes.

## Leben und Wirken
Otto Weiß wurde als Sohn eines Kaufmanns in Mülheim an der Ruhr geboren. Gemeinsam mit seinen drei Schwestern wuchs er in einem katholischen Elternhaus auf. Nach dem Besuch der Volksschule wechselte er auf das humanistische Gymnasium seiner Heimatstadt und bestand dort 1921 das Abitur.
Nach dem Abitur nahm er ein Studium der Rechts- und Staatswissenschaften auf, das er an den Universitäten Freiburg, München und Münster absolvierte. In Freiburg trat er der Studentenverbindung Falkenstein im Cartellverband der katholischen deutschen Studentenverbindungen bei. Nach dem Ersten Staatsexamen und dem Referendariat bestand er 1924 die Zweite Staatsprüfung vor dem Oberlandesgericht Hamm. Es folgten 1928 die Staatsprüfung für den Höheren Verwaltungsdienst in Preußen sowie 1929 die Promotion an der Universität Münster.
1933 wurde der junge Regierungsrat zum Kulturdezernenten bei der Bezirksregierung Aachen ernannt. Um Ressentiments abzubauen und zur Förderung der Völkerverständigung begann er, Reisen ins benachbarte Belgien und in die Niederlande zu organisieren. Als zu diesen Reisen katholische Wallfahrten hinzukamen, ordneten seine Vorgesetzten eine Strafversetzung nach Breslau an. Dort wurde Weiß dem Polizeipräsidium zugewiesen.
Mit Beginn des Zweiten Weltkrieges wurde Otto Weiß zunächst vom Wehrdienst freigestellt. Diese UK-Stellung wurde im März 1943 aufgehoben. Weiß erhielt den Einberufungsbefehl und wurde als Soldat zu einer Wehrmachteinheit nach Rumänien verlegt. Aus der Überzeugung heraus, dass der Krieg so schnell wie möglich beendet werden müsse, schickte er anonym ein Schreiben an Adolf Hitler mit der Aufforderung zum Rücktritt. Mit der Denkschrift „Auftrag zur Rettung Deutschlands“ machte er den Widerstandskreis um Carl Friedrich Goerdeler auf sich aufmerksam. Während eines eigenmächtig verlängerten Heimaturlaubs im August 1943 wurde Otto Weiß bei dem Versuch verhaftet, in die Schweiz einzureisen, wo er Kontakt zu emigrierten Regimegegnern aufnehmen wollte.
Am 14. Februar 1944 wurde vor dem Volksgerichtshof unter dessen Präsidenten Roland Freisler Anklage gegen Otto Weiß wegen Fahnenflucht und Hochverrats erhoben. Seine Schwester Elisabeth beschuldigte man der Mitwisserschaft. Während Elisabeth Weiß in das KZ Ravensbrück eingewiesen wurde und dort überlebte, wurde Otto Weiß zum Tod durch Hängen verurteilt. Das Urteil wurde am 20. März 1944 im Strafgefängnis Berlin-Plötzensee vollstreckt.
Die sterblichen Überreste von Otto Weiß wurden von Familienangehörigen nach Mülheim überführt und dort auf dem Hauptfriedhof beigesetzt.
Vor seinem Wohnsitz in der Sandstraße in Mülheim wurde ein Stolperstein verlegt.

## Ehrungen
Die katholische Kirche hat Dr. Otto Weiß im Jahr 1999 als Glaubenszeugen in das deutsche Martyrologium des 20. Jahrhunderts aufgenommen.

## Werke
- Die eigenwirtschaftliche Tätigkeit der Stadt Mülheim a. d. Ruhr in Vorkriegszeit und Heute. Ein Beitrag zum Problem der Kommunalwirtschaft, Bernkastel 1930.

## Sonstige Quellen
- Ruhrlandmuseum Essen, Archiv Ernst Schmidt, Bestand 19 – 537
- Stadtarchiv Mülheim an der Ruhr, Bestand 1550